# Русаки (Берестовицький район)
Русаки (біл. Русакі) — село в складі Берестовицького району Гродненської області, Білорусь. Село підпорядковане Макарівецькій сільській раді, розташоване у західній частині області.